# Santiago Oubiñas
Santiago Oubiñas (Tigre, Provincia de Buenos Aires, 14 de enero de 1915) fue un futbolista argentino que jugaba como half izquierdo. Se destacó en Tigre y Peñarol de Montevideo.

## Historia
Corría 1932 cuando Oubiñas, teniendo 17 años, decide incorporarse, por recomendación de José Noáin, a la Cuarta Especial de Tigre, división que jugaba como preliminar de los encuentros del primer equipo. Poco tiempo permaneció en esa categoría. Sus incipientes condiciones le permitieron, en tan solo un par de meses, integrar el equipo superior. Su debut se realizó el 8 de diciembre de 1932, ante Platense. Su juego, pleno de creación conductiva, era muy técnico, intuitivo y de gran firmeza en las marcas. En el club de Victoria ostentó el récord de más partidos disputados en la Primera División de Argentina en el profesionalismo por varias décadas (superado luego por Diego Castaño en 2014). En total disputó 248 encuentros desde 1932 hasta 1943, siendo a la actualidad el noveno jugador con más presencias.
El 1 de agosto de 1943 debutó oficialmente con los colores de Peñarol de Montevideo, marcando un gol en su debut ante Miramar. En esta entidad jugó hasta noviembre de 1944, cumpliendo muy buenas actuaciones y ganando 5 títulos.
Su trayectoria futbolística continuó, a partir de 1947, en San Rafael, Mendoza. Aquí se incorporó al Sportivo Pedal, del que lució su camiseta hasta 1955. En ese ínterin fue convocado asiduamente para integrar los seleccionados de la Liga Sanrafaelina de Fútbol, a los que también representó como capitán.

## Trayectoria
| Club                      | País      | Período   |
| ------------------------- | --------- | --------- |
| Tigre                     | Argentina | 1932-1943 |
| Peñarol                   | Uruguay   | 1943-1944 |
| Sportivo Pedal de Mendoza | Argentina | 1947-1955 |

### Resumen de partidos jugados en  Tigre
| Competición      | Partidos |
| ---------------- | -------- |
| Primera División | 210      |
| Segunda División | 27       |
| Copas Nacionales | 11       |
| Total            | 248      |

## Palmarés

### Campeonatos nacionales
| Título              | Club    | País    | Año  |
| ------------------- | ------- | ------- | ---- |
| Campeonato Uruguayo | Peñarol | Uruguay | 1944 |
| Torneo de Honor     | Peñarol | Uruguay | 1944 |
| Campeonato Uruguayo | Peñarol | Uruguay | 1945 |
| Torneo de Honor     | Peñarol | Uruguay | 1945 |
| Torneo Competencia  | Peñarol | Uruguay | 1946 |

### Campeonatos regionales
| Título                      | Club           | Provincia | Año  |
| --------------------------- | -------------- | --------- | ---- |
| Liga Sanrafaelina de Fútbol | Sportivo Pedal | Mendoza   | 1947 |
| Liga Sanrafaelina de Fútbol | Sportivo Pedal | Mendoza   | 1948 |
| Liga Sanrafaelina de Fútbol | Sportivo Pedal | Mendoza   | 1950 |
| Liga Sanrafaelina de Fútbol | Sportivo Pedal | Mendoza   | 1951 |
| Liga Sanrafaelina de Fútbol | Sportivo Pedal | Mendoza   | 1952 |
| Liga Sanrafaelina de Fútbol | Sportivo Pedal | Mendoza   | 1953 |